# 양귀비씨

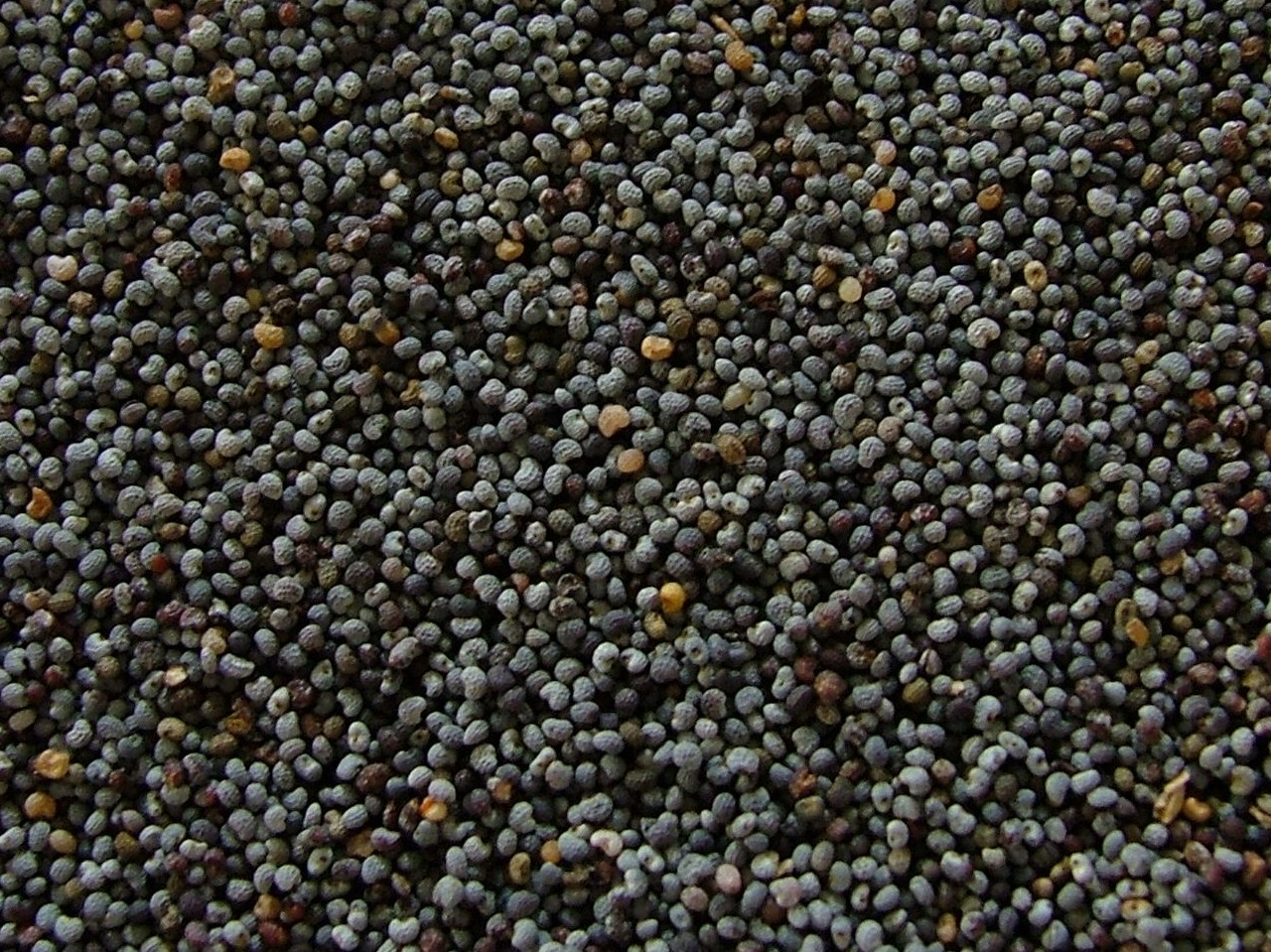
양귀비 씨

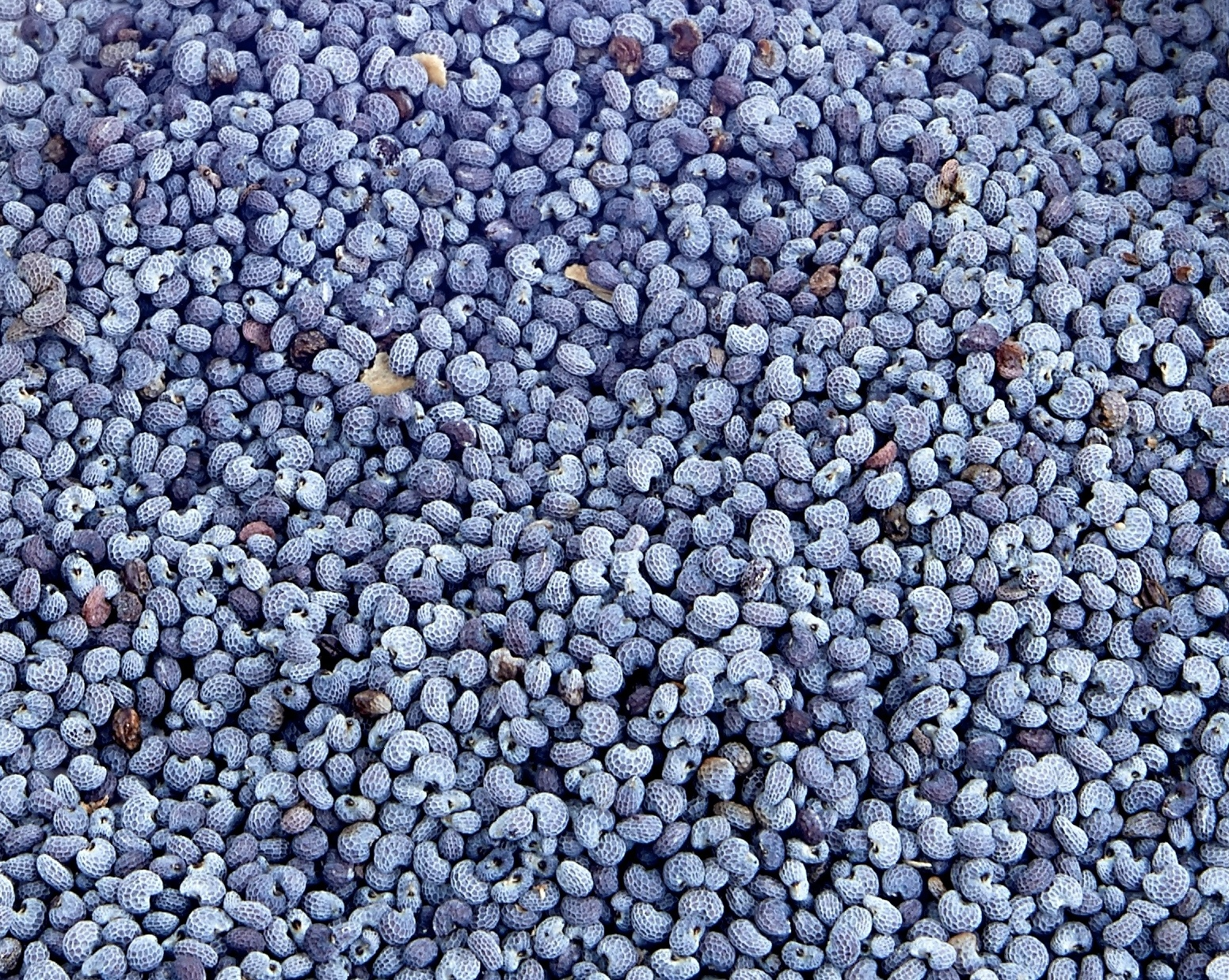
푸른 양귀비 씨

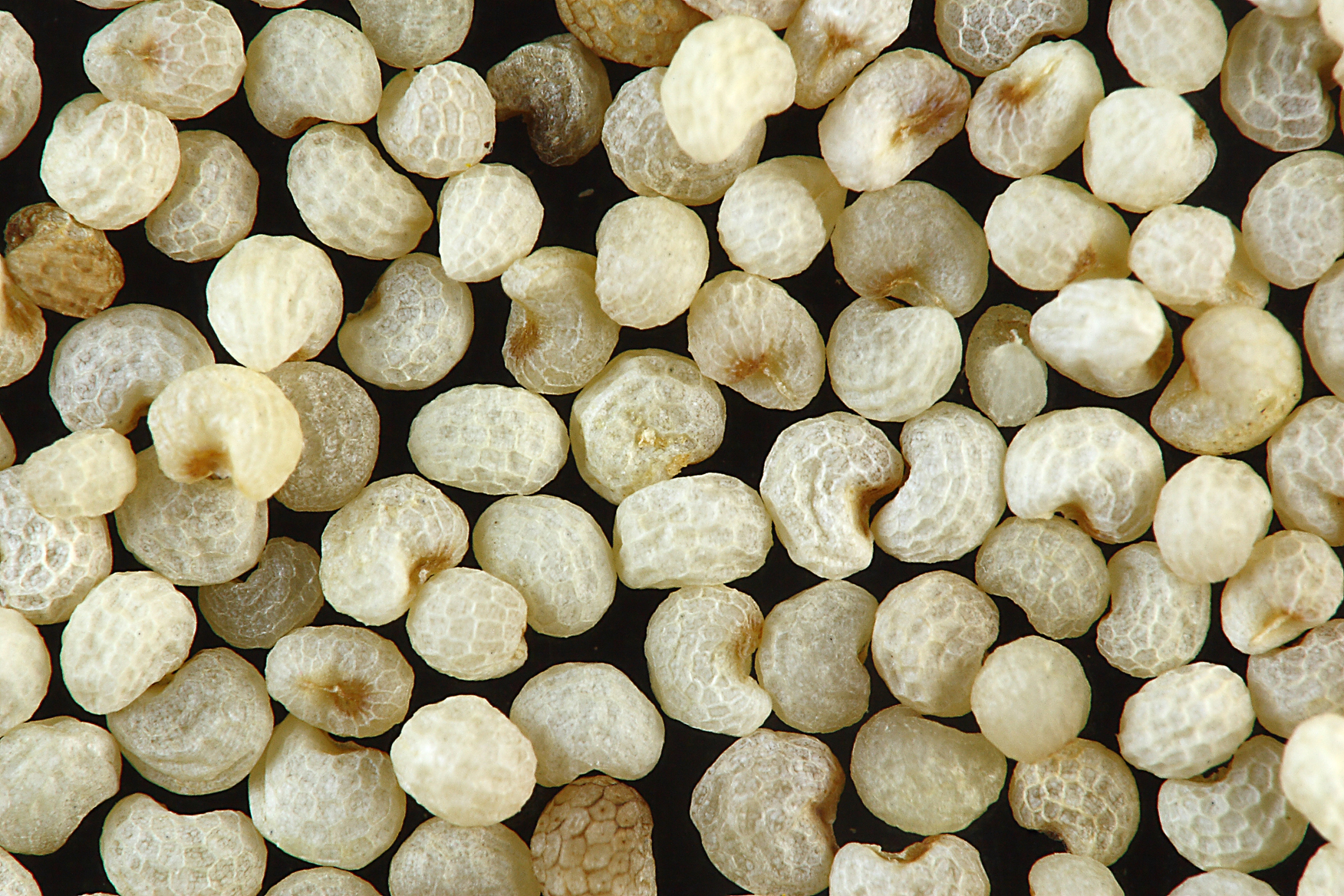
흰 양귀비 씨

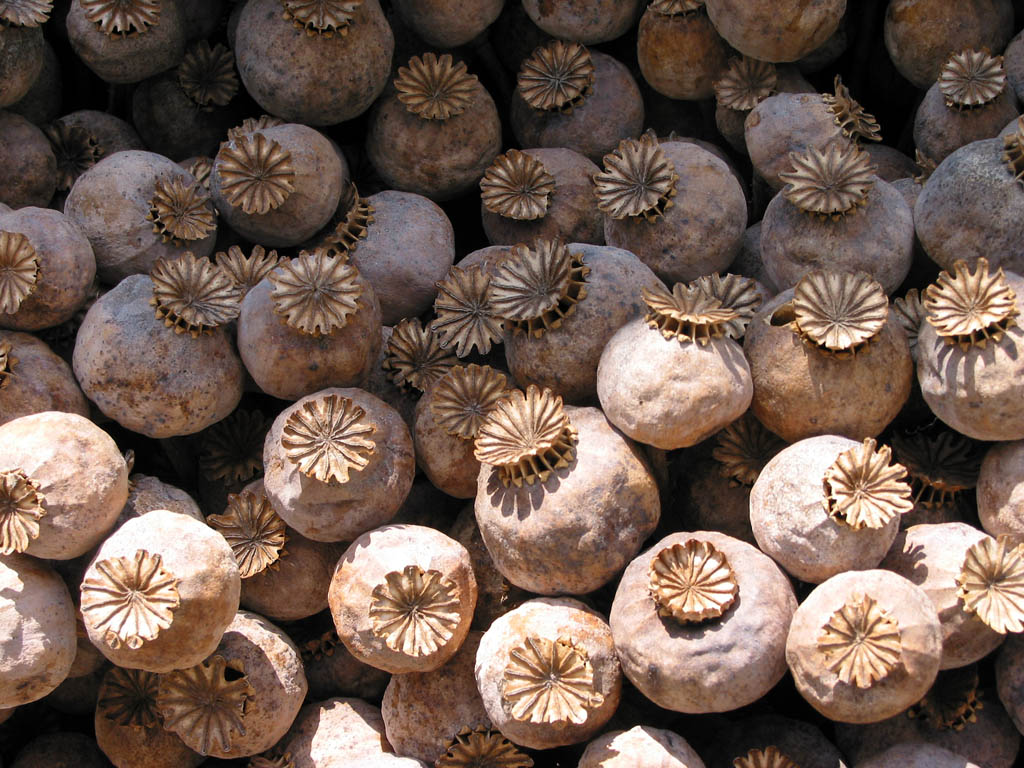
양귀비 씨가 든 꼬투리

양귀비 씨(楊貴妃 -)는 양귀비(Papaver somniferum)의 씨이다. 콩팥처럼 생긴 작은 기름씨이며, 보통 검은색을 띠지만 푸른색이나 흰색을 띠는 것도 있다. 앵속자(罌粟子), 앵자속(罌子粟), 어미(御米), 포피 시드(poppy seed) 등으로도 부른다.
양귀비 열매 유액은 마약인 아편을 만드는 데 쓰이지만, 양귀비 씨에는 환각 성분이 거의 없다. 중앙유럽을 비롯한 여러 지역에서는 양귀비 씨가 요리에 쓰이며, 특히 빵이나 페이스트리를 만들거나 기름을 짜는 데 쓰인다.

## 생산
2017년 한 해 동안 전 세계에서 약 70,690톤의 양귀비 씨가 생산되었다. 최대생산국은 체코로, 2017년 전 세계 생산량의 약 28%에 해당하는 약 20,048톤이 체코에서 생산되었다. 터키, 스페인, 프랑스, 독일 등이 그 뒤를 잇는다.
| 순위   | 나라     | 생산량 (톤) |
| ------ | -------- | ----------- |
| 1      | 체코     | 20,048      |
| 2      | 튀르키예 | 15,244      |
| 3      | 스페인   | 11,900      |
| 4      | 프랑스   | 5,204       |
| 5      | 독일     | 3,104       |
| 전세계 | 전세계   | 70,690      |

## 성분
양귀비 열매 유액은 마약인 아편을 만드는 데 쓰이지만, 양귀비 씨에는 환각 성분이 거의 없다.
양귀비 씨는 소량의 파파베린, 모르핀 및 나르코틴을 함유하며, 11-옥소트리아콘타놀산도 함유한다. 발아된 씨는 상당히 많은 양의 나르코틴을 함유하며, 그 외에도 모르핀, 코데인, 테바인을 함유한다.

## 이용

### 요리
중앙유럽을 비롯한 여러 지역에서는 양귀비 씨가 요리에 쓰이며, 특히 빵이나 페이스트리를 만드는 경우가 많다. 기름씨이기 때문에 기름(양귀비씨유)을 짜는 데도 쓰이며, 식물성 밀크(양귀비밀크)를 만드는 데 쓰기도 한다.
| 이름                                  | 사진 | 나라                         | 설명 |
| ------------------------------------- | ---- | ---------------------------- | --- |
| 게름크뇌델                            |      | 오스트리아                   | 포비들을 소로 넣고 찐 크뇌델의 일종으로, 녹인 버터를 붓고 양귀비 씨와 설탕을 뿌려 낸다.                                       |
| 마코비에츠                            |      | 폴란드                       | 폴란드에서 양귀비 씨를 넣어 만든 페이스트리 류를 부르는 이름이다. 특히 롤케이크인 스트루츨라 스 마키엠이 유명하다.            |
| 마쿠프키/ 몬필렌/ 마코시 구바         |      | 폴란드/ 독일/ 헝가리         | 달콤한 흰빵과 곱게 간 양귀비 씨에 우유와 버터를 넣고 끓인 실레시아 음식이다.                                                  |
| 몬누델/ 마코시 누들리                 |      | 오스트리아/ 헝가리           | 뇨키와 비슷한 감자 파스타를 양귀비 씨와 설탕으로 양념해 내는 요리이다.                                                        |
| 몬쿠헨                                |      | 오스트리아/ 독일             | 오스트리아와 독일에서 양귀비 씨를 넣어 만든 페이스트리 류를 부르는 이름이다.                                                  |
| 마코시 베이글리/ 스트루츨라 스 마키엠 |      | 헝가리/ 폴란드               | 양귀비 씨를 넣어 만든 페이스트리이다. 헝가리에서는 베이글리의 일종으로 여겨지며, 폴란드에서는 스트루츨라의 일종으로 여겨진다. |
| 부블리크                              |      | 우크라이나/ 러시아           | 둥근 고리 모양 빵이다. 굽기 전에 한 번 삶는다. 참깨나 양귀비 씨를 뿌려 낸다.                                                  |
| 슐리키                                |      | 우크라이나                   | 명절 때 먹는 음식으로, 조각낸 빵에 곱게 간 양귀비 씨와 꿀물을 부어 만든다.                                                    |
| 심버 포스터                           |      | 인도                         | 편두를 흑쿠민과 함께 볶다가 간 양귀비 씨를 넣고 익혀 만든 오디샤 음식이다.                                                    |
| 콜라치 스 마켐                        |      | 체코                         | 페이스트리인 콜라치의 일종으로, 양귀비 씨가 소로 쓰인다.                                                                      |
| 쿠추카이                              |      | 리투아니아                   | 양귀비 씨를 넣어 만든 작고 동글동글한 페이스트리이다. 양귀비밀크를 부어서 먹는다.                                             |
| 쿠탸/ 쿠티야                          |      | 우크라이나/ 벨라루스/ 러시아 | 밀쌀, 양귀비 씨, 꿀 등을 넣어 만든 명절 음식이다.                                                                             |
| 프레크무르스카 기바니차               |      | 슬로베니아                   | 프레크무레 지역의 전통 기바니차 페이스트리이다. 양귀비 씨, 호두, 사과, 건포도, 크바르크 등을 넣어 만든다.                     |

### 의료
한의학에서는 양귀비 씨가 "앵속자(罌粟子)"라 불리며, 번위(구토병), 복통, 이질, 탈항(직장 탈출증) 등을 치료하는 데 쓰인다. 보통 3~6g 정도를 달여 먹거나 환약으로 먹는다.

## 기타
싱가포르, 타이완, 사우디아라비아, 아랍에미리트 등에서는 양귀비 씨 판매가 금지되어 있다.

## 사진

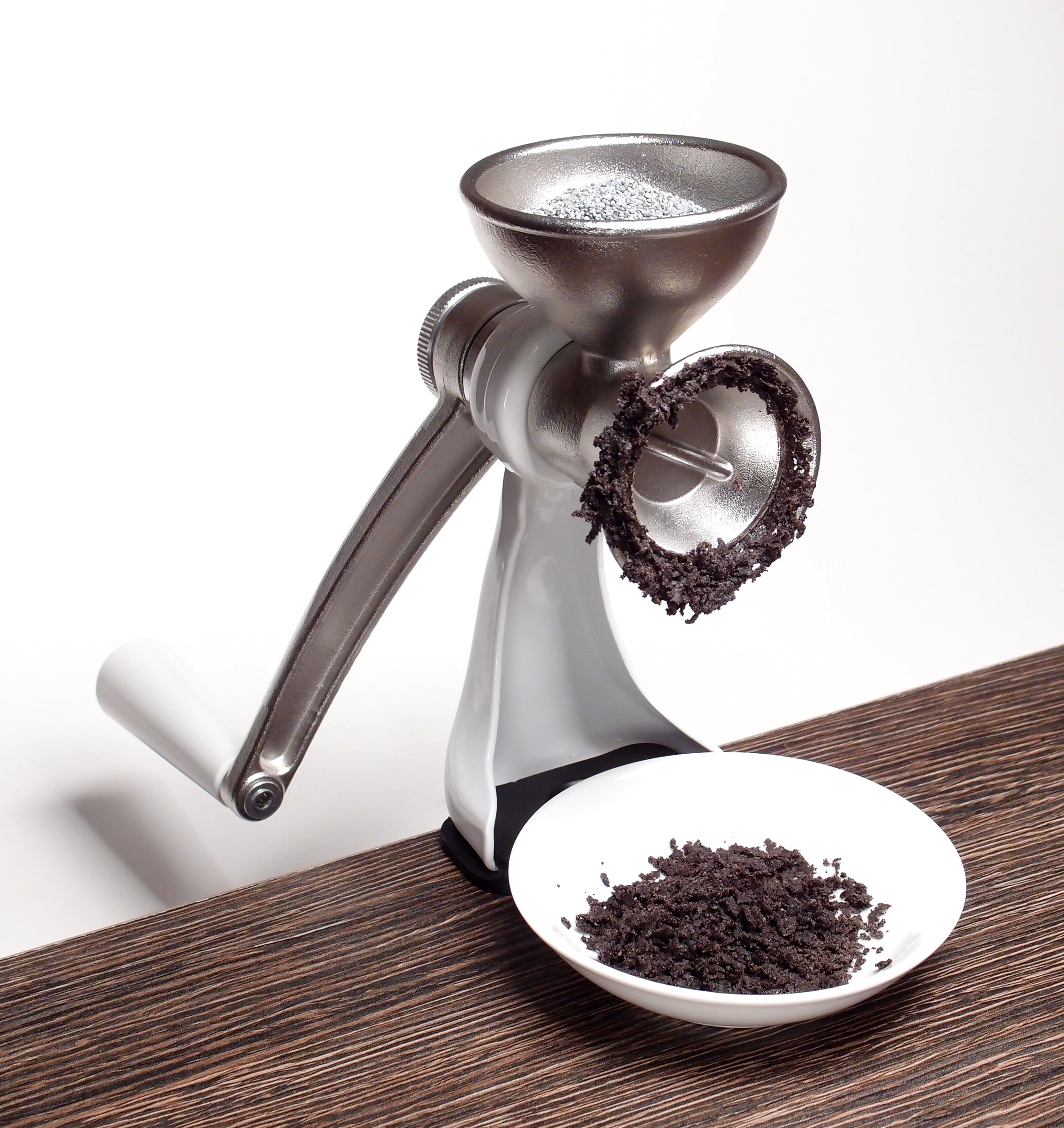
양귀비 씨 갈기
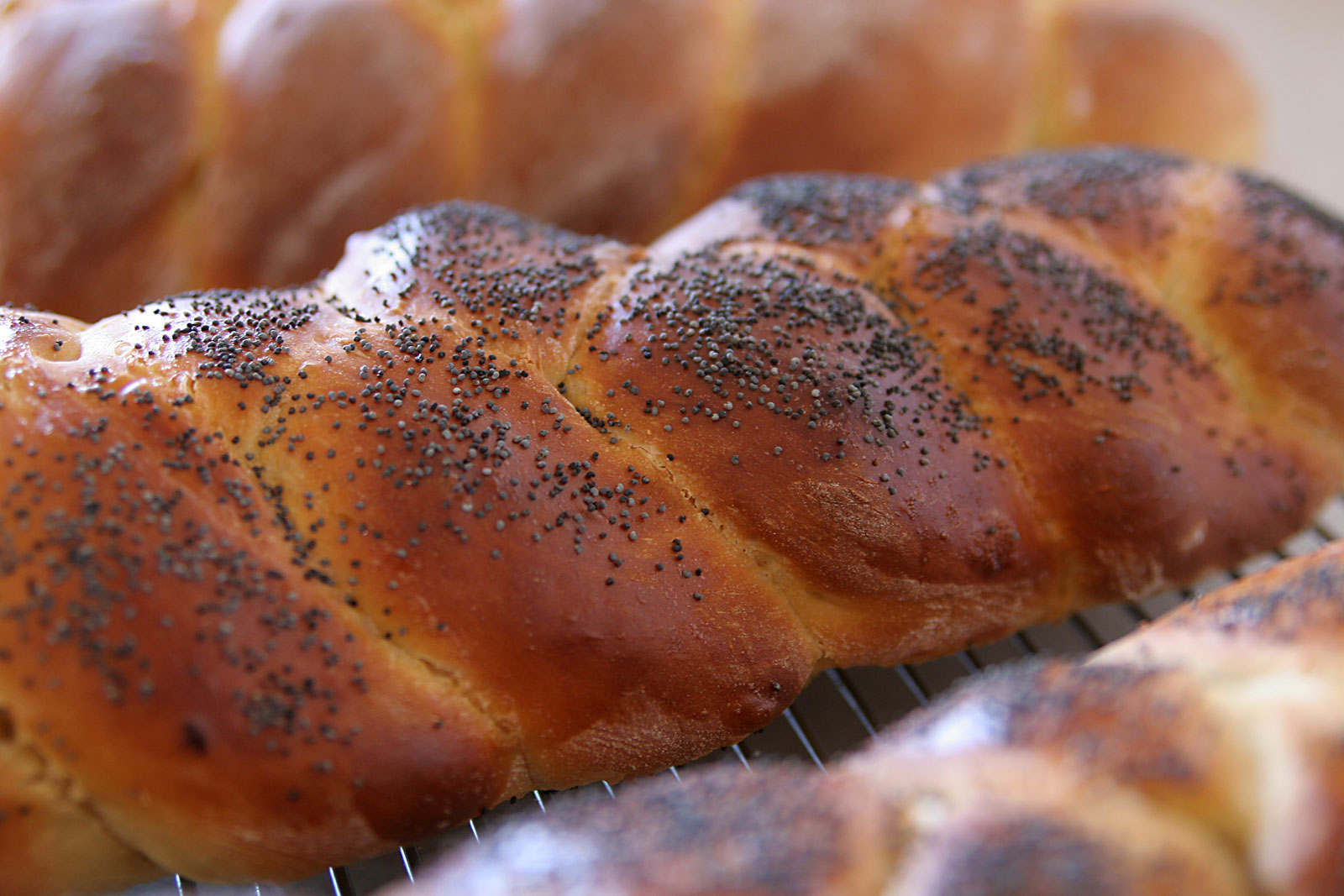
양귀비 씨를 뿌린 빵
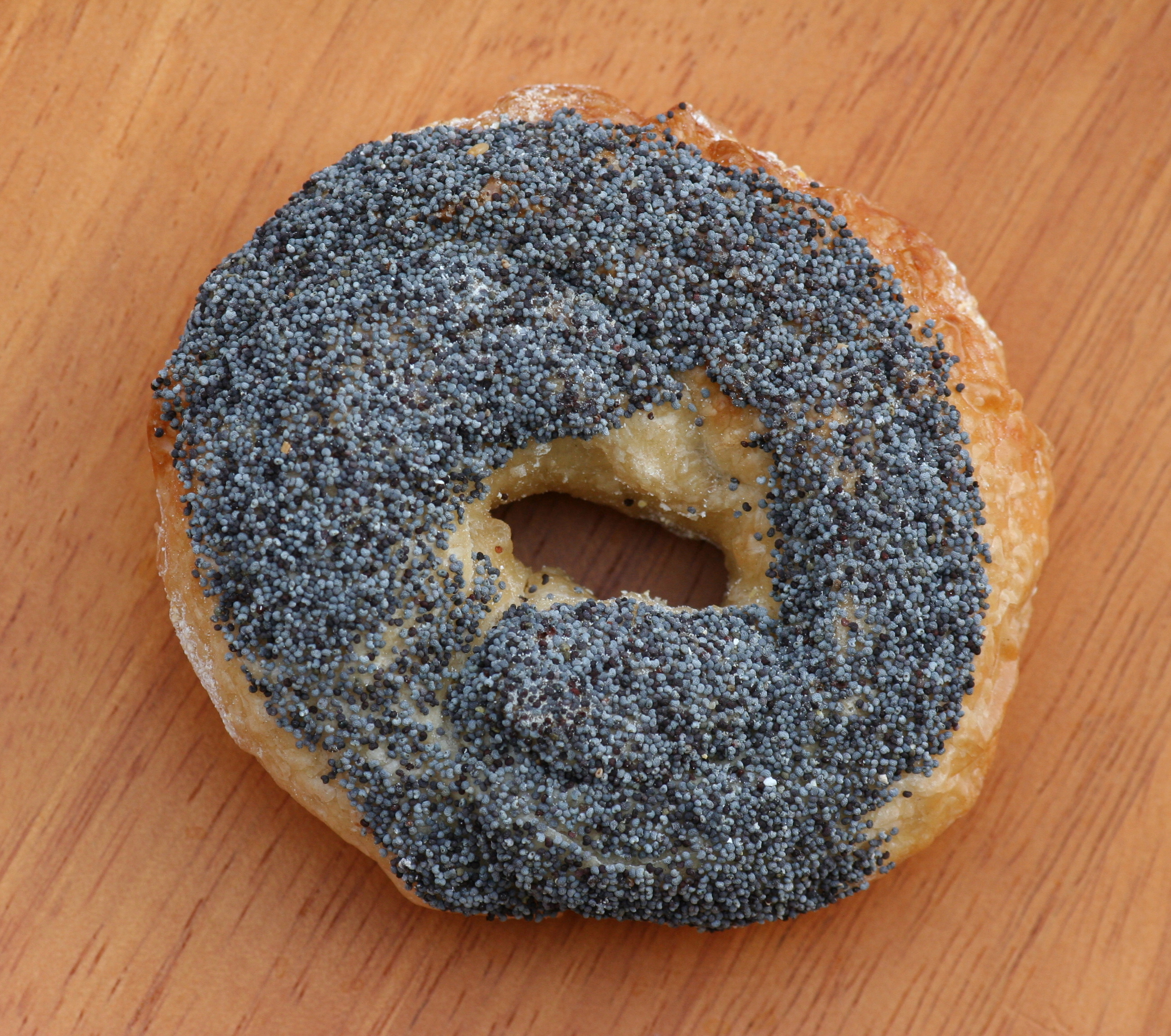
양귀비 씨를 올린 베이글
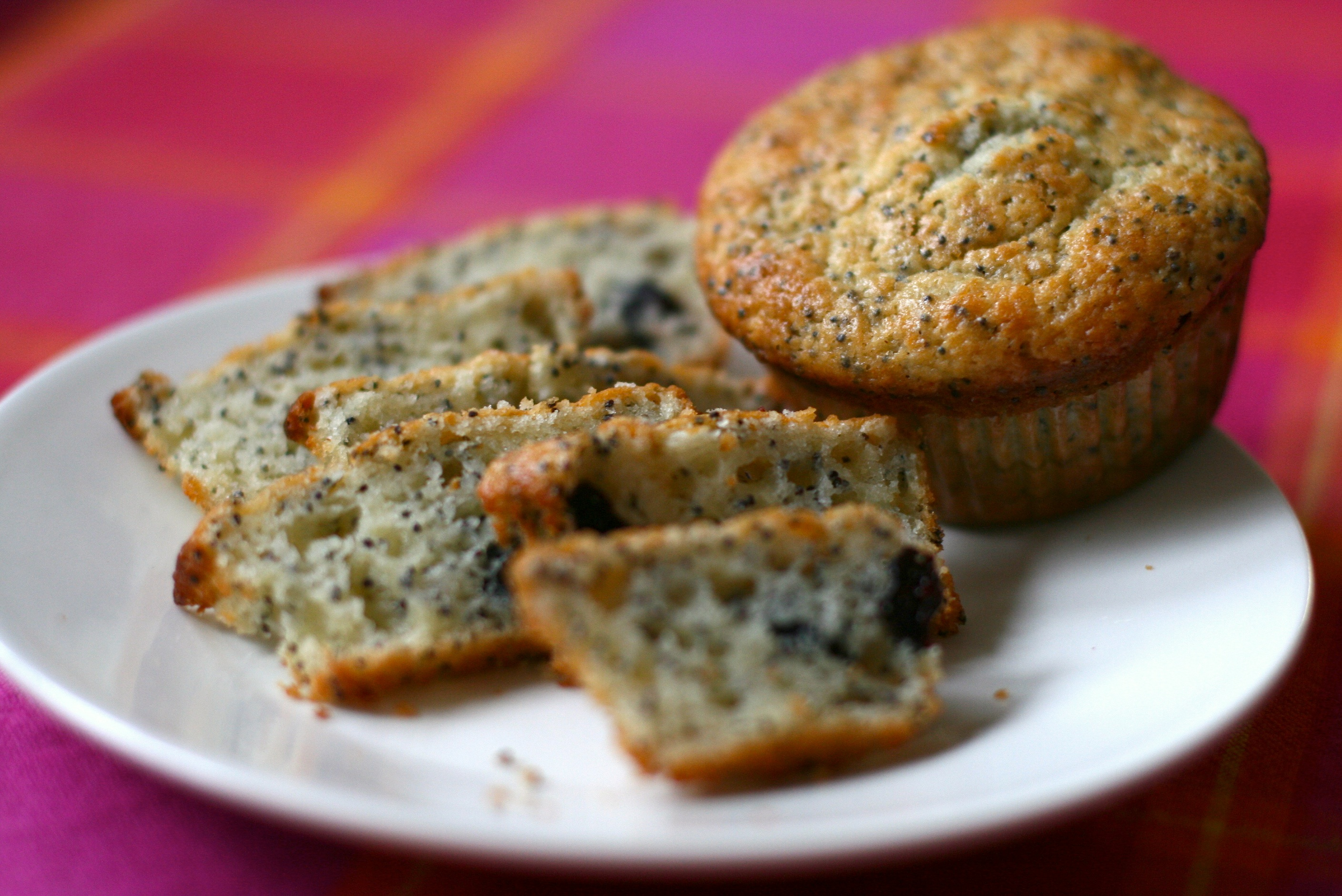
양귀비 씨를 넣어 만든 머핀

## 같이 보기
- 양귀비씨 기름